# Hausordnung

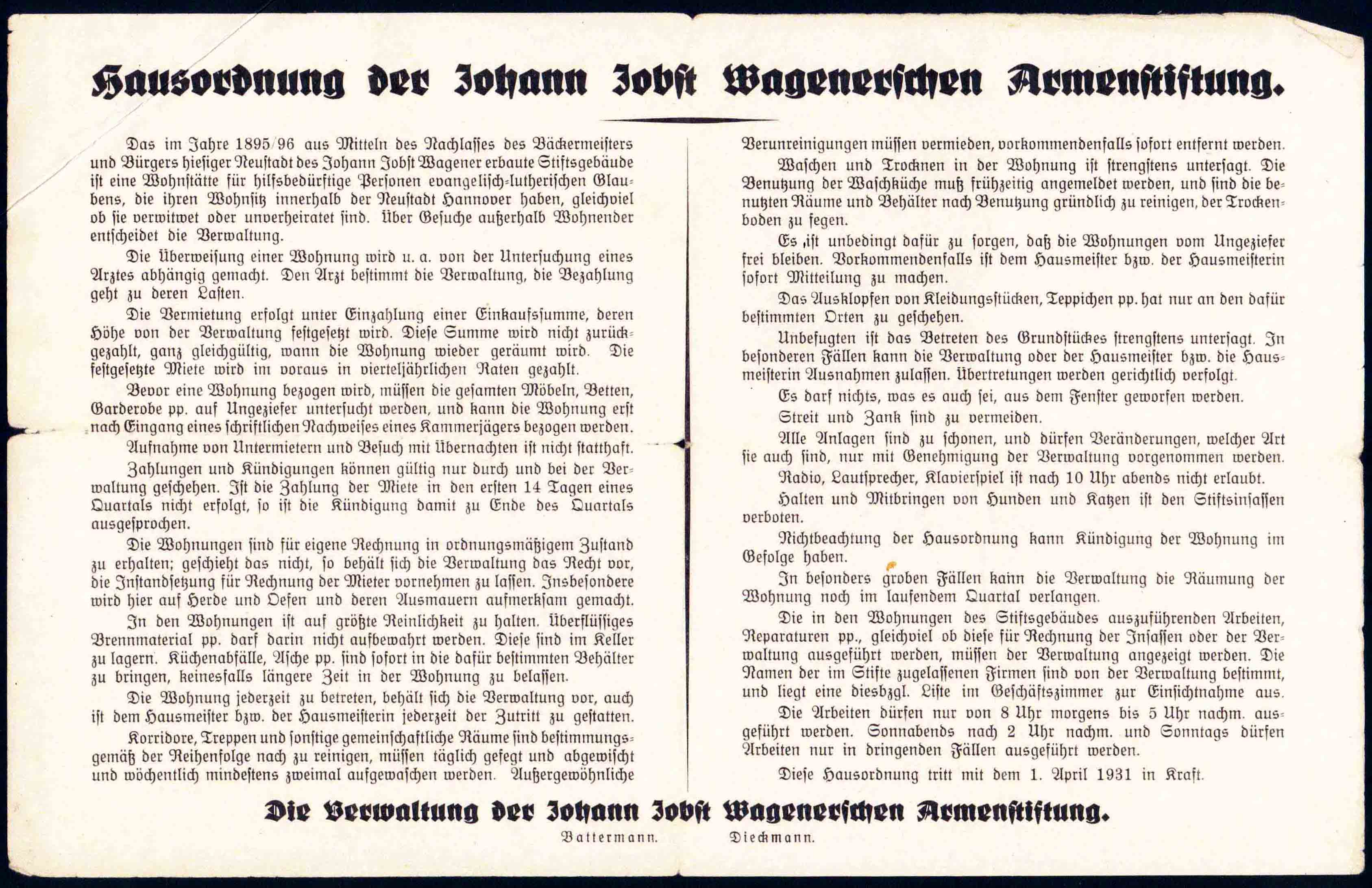
1931 in Kraft getretene Hausordnung der Johann-Jobst Wagenerschen Stiftung

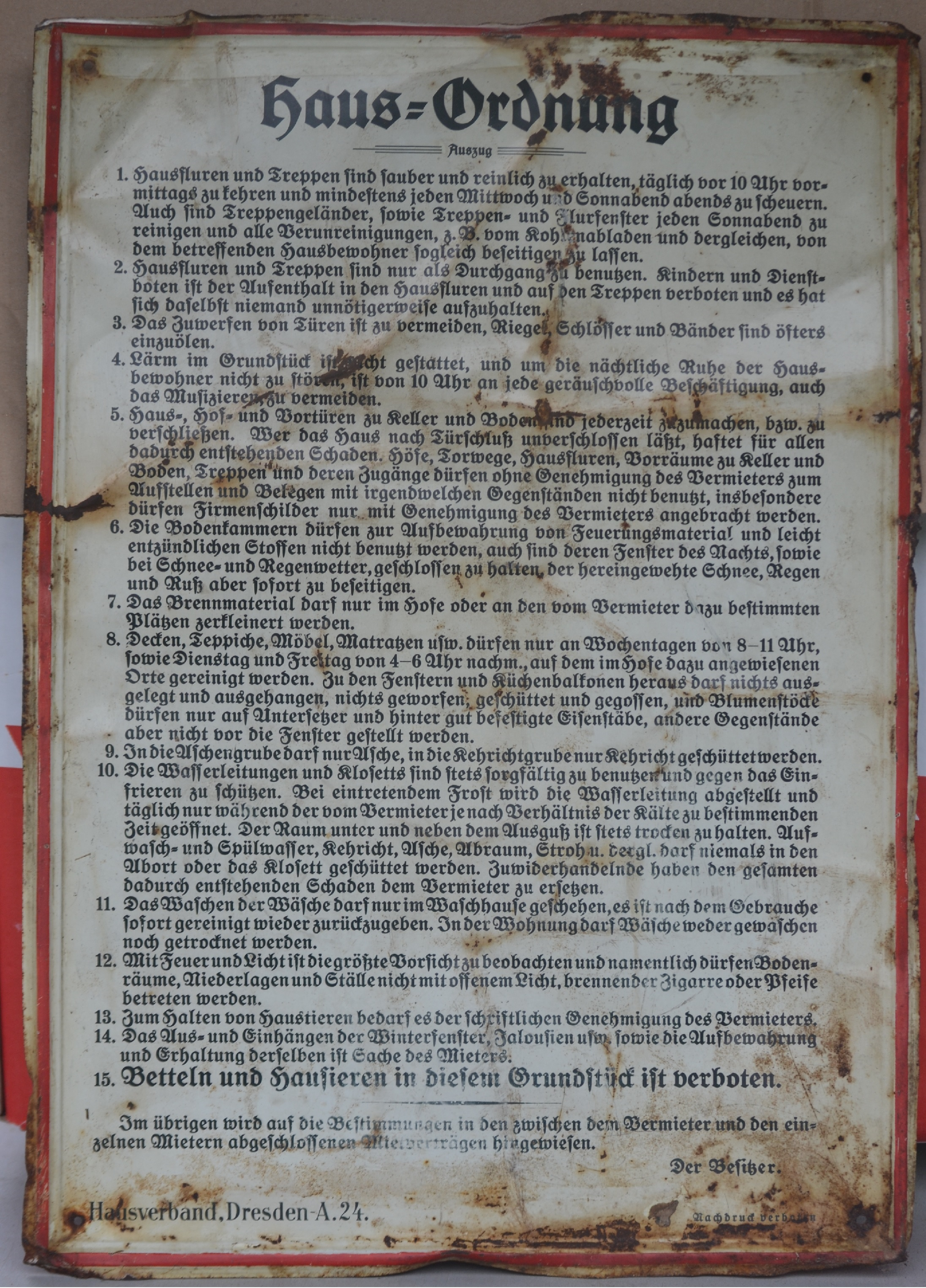
Hausordnung Anfang 20. Jh. Deutschland

Die Hausordnung ist eine Sammlung privatrechtlicher Vorschriften, die für die Benutzung jedweder Gebäude erlassen werden kann. Hausordnungen dürfen keine Bestimmungen enthalten, die den allgemein gültigen Gesetzen widersprechen.
Es ist in Deutschland nicht Vorschrift, in einem für Besucher zugänglichen Gebäude die Hausordnung kenntlich zu machen. Eine Besonderheit stellt das Wohnungseigentumsgesetz (WEG) dar, hier gehört das Aufstellen einer Hausordnung gemäß § 19 Abs. 2 WEG zur ordnungsgemäßen Verwaltung.
Im Mietrecht der Schweiz stützen sich Hausordnungen implizit auf die Generalklauseln des Artikels 257 f) Obligationenrecht ab.
Der Verstoß gegen die Hausordnung wird in leichteren Fällen meist durch eine Abmahnung, in schweren Fällen durch eine Kündigung oder ein Hausverbot geahndet (siehe auch Verletzung der Hausordnung eines Gesetzgebungsorgans).
Hausordnungen gelten beispielsweise in
- Mehrfamilienhäusern und Wohnblocks
- Kaufhäusern und Supermärkten
- Bürogebäuden und Fabriken
- Kinos und Gaststätten
- Schulen und Kindergärten
- Schwimmbädern und Sporthallen
- Kirchen und anderen Sakralgebäuden
- Bahnhöfen und Flughafen-Empfangsgebäuden.

Ordnungen zum Zugang und zur Nutzung öffentlicher Einrichtungen werden in der Regel zusätzlich zu Hausordnungen oder an deren Stelle in Benutzungsordnungen geregelt. Diese sind öffentlich bekanntzumachen, zumindest auszuhängen oder zur Einsicht bereitzuhalten. Beispiele hierfür – neben den oben bereits genannten – sind
- Universitäten und Bibliotheken
- Amtsgebäude, Dienstgebäude, Gerichte
- Theater, Museen, Konzert- und Opernhäuser.

Hausordnungen von Mehrfamilienwohnhäusern enthalten oft Regelungen, welche die Bewohner zur regelmäßigen Reinigung des Treppenhauses und anderer gemeinsam benutzter Flächen verpflichten. Mit „die Hausordnung machen“ wird in einigen Gegenden das Erfüllen dieser Pflichten bezeichnet. Ggf. wird dabei in die kleine Hausordnung (das Reinigen des Treppenhauses) und die große Hausordnung (Straßenreinigung) unterschieden. Dieses Verfahren wurde in der schwäbischen Kehrwoche perfektioniert. Anderswo ist die kleine Hausordnung lediglich Kehren, während die große Hausordnung Wischen und Fensterputzen einschließt.
Der zunehmende Einsatz bezahlter Hausmeister bzw. von Reinigungsdiensten entbindet vermehrt die Wohnungsnutzer von Reinigungspflichten, erhöht aber die von ihnen zu zahlenden Betriebskosten.